# Lantea
Lantea is een planeet in het fictieve sciencefictionuniversum van Stargate Atlantis.
Het is de thuisbasis van Atlantis en was de hoofdstad van het Oudenrijk in het Pegasus stelsel.

## Overzicht
De planeet, die voornamelijk bedekt is met water, is de thuisbasis van Atlantis en de Ouden uit het Pegasus stelsel. Niet ver van Atlantis drijft het enige continent van de planeet waar de Athosians zich hebben gevestigd. Met een Puddle Jumper is het continent binnen de 25 minuten te bereiken. Het vasteland heeft geen stargate omdat Atlantis er al een heeft dus kunnen vijanden niet onopgemerkt voorbij de beveiliging van Atlantis geraken. Luitenant Aiden Ford stelde nog voor om de planeet Atlantica te dopen maar dit was afgewezen doordat de originele naam van de planeet bekend was.

## Gevaren
De planeet herbergt verschillende gevaren die grote schade kunnen aanrichten aan Atlantis en aan de ecosystemen van Lantea:
- Om de twintig à dertig jaar wordt een enorme storm gevormd die tot 25% van de planeet kan bedekken.
- De kern van de planeet wordt door een dunne korst gescheiden van de oceaan. De Ouden hebben hiervan gebruikgemaakt om geothermische energie te verwerven.
- Om de 15.000 jaar is er een zonnevlam die, wanneer het schild van Atlantis de planeet niet beschermt, alle leven op de planeet zou uitroeien.